# Guido Grinbaum
Guido Grinbaum es un emprendedor e inversor argentino-uruguayo con más de 25 años de trayectoria en el sector tecnológico en América Latina. Es conocido por haber cofundado varias startups de internet que se transformaron en referentes regionales, entre ellas DeRemate.com, DineroMail, ZonaJobs, ZonaProp y DeMotores.com. A lo largo de su carrera ha participado en más de diez operaciones de venta de empresas (“exits”), involucrando a compañías como MercadoLibre, eBay, La Nación y PayU.

## Carrera
Grinbaum comenzó su carrera en los años noventa como cofundador junto Alec Oxenford a  de DeRemate, una de las primeras plataformas de comercio electrónico de América Latina, que llegó a competir con MercadoLibre antes de ser adquirida en parte por eBay y posteriormente fusionada con MercadoLibre.
Posteriormente fundó empresas vinculadas a clasificados online, como ZonaJobs, enfocada en empleos, ZonaProp, en bienes raíces, y DeMotores.com, en el sector automotor. Estas compañías alcanzaron fuerte presencia en el mercado argentino y regional, siendo vendidas en operaciones relevantes a grupos como La Nación.
En el ámbito de pagos digitales, fue creador de DineroMail, plataforma de pagos electrónicos pionera en la región, adquirida por PayU.
En los últimos años, Grinbaum fundó POK (Proof of Knowledge), una plataforma de credenciales digitales basada en blockchain utilizada por miles de organizaciones educativas y empresariales en América Latina.

## Inversiones y mentoría
Además de su rol como fundador, Grinbaum ha actuado como inversor y asesor de startups tecnológicas en Uruguay y la región. Entre ellas se destaca SmartBot, empresa de inteligencia artificial aplicada a la atención al cliente, en la cual ha participado como miembro del directorio y en la estrategia de expansión internacional.

## Reconocimientos
Grinbaum es conferencista en foros internacionales vinculados a la educación, innovación y tecnología, incluyendo el ASU GSV Summit y el FiAD Summit.